# Coração Alado
Coração Alado é uma telenovela brasileira produzida e exibida pela TV Globo de 11 de agosto de 1980 a 14 de março de 1981, em 185 capítulos. Substituiu Água Viva e foi substituída por Baila Comigo, sendo a 25ª "novela das oito" exibida pela emissora.
Escrita por Janete Clair, foi dirigida por Paulo Ubiratan, e contou com direção geral de Roberto Talma e Paulo Ubiratan.
Contou com Tarcísio Meira, Débora Duarte, Carlos Vereza, Vera Fischer, Aracy Balabanian,Walmor Chagas, Jardel Filho e Ney Latorraca nos papéis principais.

## Enredo
Inconformado com os limites que a vida do interior de Pernambuco lhe impunha, estando certo de seu talento artístico, o escultor Juca Pitanga enviava suas obras para serem vendidas no Rio de Janeiro. Mas, depois de saber que estavam sendo negociadas pelo dobro do preço pelo atravessador Leandro, não teve mais dúvidas, reuniu sua família: a mãe, Dalva, e os irmãos, Anselmo e Aldeneide, e parte para o Rio. Juca, então, encontra seu outro irmão, Gabriel, que estava desaparecido, e um tio, Rômulo Pitanga.
Em contato com Gamela, funcionário de Rômulo, Juca Pitanga e sua família são instalados na pensão de dona Nina, onde ele conhece a jovem Vívian, por quem se apaixona. Vívian é sobrinha do "barão" Von Strauss, um malandro que tenta entrar na elite carioca, explorando mulheres ricas e usando a sofrida Maria Faz Favor, apaixonada por ele. Através de Roberta Karany, amiga de Vívian, Juca é empregado na empresa de cerâmicas de seu pai, Alberto Karany. Lá, Juca conhece a irmã de Roberta: Catucha - uma mulher, a princípio, implicante com o escultor, mas que se descobre apaixonada e faz de tudo para promover a sua arte. A família Karany está em guerra com Silvana, ex-mulher de Alberto, que abandonou o marido e os quatro filhos para viver nos Estados Unidos. De volta ao Brasil, Silvana exige a companhia de um dos filhos, mas terá que lutar contra a hostilidade de todos. Interessada pela figura de Juca, Silvana o envolve e é dada como desaparecida na noite que passa com ele.
Com o desaparecimento de Silvana, sua irmã, Cristal, volta ao Brasil, depois de anos afastada. Veio investigar o desaparecimento da irmã e reencontrar Karany, o cunhado e antigo amor. Com ela veio o filho, Piero, que, tão logo chega, se apaixona pela caçula dos Karany, Alexandra. Mas esse é um envolvimento proibido: Piero é filho de Karany e, portanto, ele e Alexandra são irmãos. Porém Cristal é a única pessoa que pode viabilizar esse romance, pois só ela sabe que Alexandra não é filha legítima de Alberto Karany.
Enquanto isso, Catucha, agindo como marchand de Juca Pitanga, consagra sua arte e este se vê cada mais envolvido com ela e se afastando de Vívian, seu verdadeiro amor. Desiludida, Vívian deixa Juca e este se une a Catucha. Mas um fato dá uma reviravolta na história: Vívian é estuprada pelo cunhado, Leandro, que havia muito a assediava. Ao mesmo tempo que Catucha, Vívian engravida, mas não tem coragem de criar o filho e o entrega para adoção, arrependendo-se mais tarde. A criança de Catucha nasce morta e ela recebe o filho de Vívian para criar como seu filho legítimo - dela e de Juca.
Juca, por sua vez, sai do país para encontrar o irmão Gabriel, passando dois anos no exterior. Os Pitanga retornam ao Brasil beneficiados pela Lei da Anistia. Paralelo a esse conflito, correm as investigações acerca da morte de Silvana Karany. São suspeitos: seu ex-marido, Alberto, e Juca Pitanga, a última pessoa vista com a vítima, denunciado pela própria mulher, Catucha, ferida ao saber que o marido tivera um envolvimento amoroso com sua mãe.

## Elenco

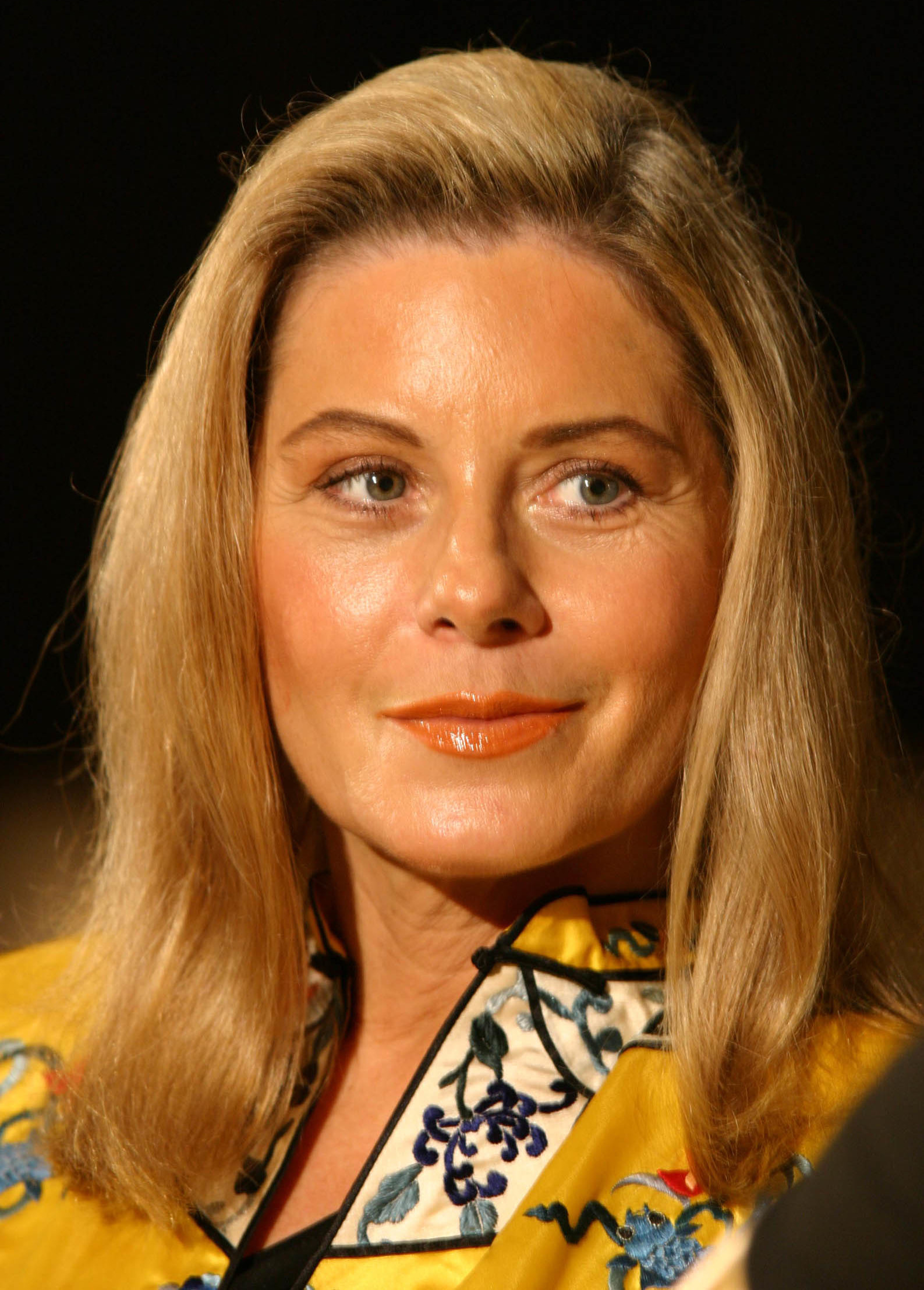
Vera Fischer interpretou Vivian.

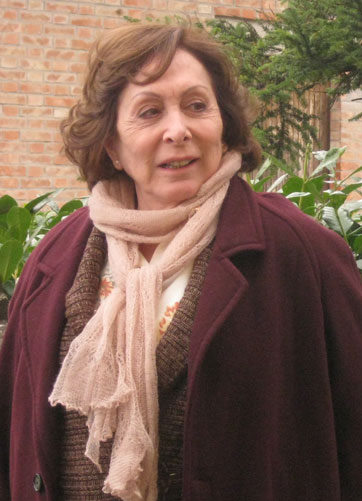
Aracy Balabanian interpretou Maria Faz Favor.

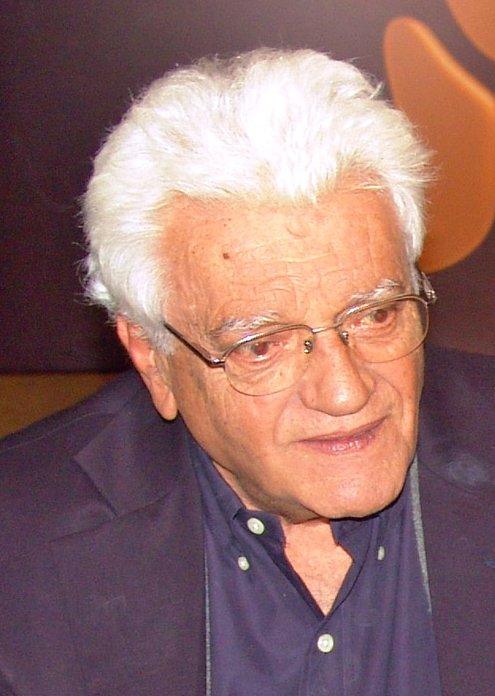
Walmor Chagas interpretou Alberto.

| Ator                    | Personagem                                                |
| ----------------------- | --------------------------------------------------------- |
| Tarcísio Meira          | Juca Pitanga                                              |
| Vera Fischer            | Vívian Ribas                                              |
| Débora Duarte           | Camila Karany (Catucha)                                   |
| Walmor Chagas           | Alberto Karany                                            |
| Jardel Filho            | Barão Von Strauss / Epitácio Rodolpho Von Strauss (Tácio) |
| Aracy Balabanian        | Maria Faz-Favor                                           |
| Ney Latorraca           | Leandro Serrano                                           |
| Joana Fomm              | Melissa Ribas (Mel)                                       |
| Carlos Vereza           | Gabriel Pitanga (Bié)                                     |
| Nívea Maria             | Roberta Karany                                            |
| Carlos Augusto Strazzer | Piero Camerino                                            |
| Myrian Rios             | Alexandra Karany (Xanda)                                  |
| Tetê Medina             | Crystal Camerino                                          |
| Armando Bógus           | Jorge Gamela                                              |
| Simone Carvalho         | Aldeneide Pitanga (Neidinha)                              |
| Paulo Figueiredo        | Anselmo Pitanga                                           |
| Jonas Mello             | Rômulo Pitanga                                            |
| Eva Todor               | Hortência Alencar                                         |
| Mário Cardoso           | Alberto Karany Filho (Beto / Albertinho)                  |
| Lisa Vieira             | Ieda Caldas                                               |
| Otávio Augusto          | Dr. Fábio Brazão                                          |
| Marcelo Picchi          | Cláudio                                                   |
| Sônia Clara             | Luciana Ravel                                             |
| Roberto Faissal         | Cacau Durães                                              |
| Leonardo Villar         | Marcelo França (Dr. França)                               |
| Maria Zilda             | Glória França (Glorinha)                                  |
| Yara Salles             | Dalva Pitanga                                             |
| Yolanda Cardoso         | Nina                                                      |
| Lajar Muzuris           | Joel                                                      |
| Maria Helena Velasco    | Elza Pitanga                                              |
| Diogo Vilela            | Gerson Alencar                                            |
| Cissa Guimarães         | Carla                                                     |
| Jacyra Silva            | Léa                                                       |
| Monique Lafond          | Danúbia                                                   |
| Tony Ferreira           | Jaime Caldas                                              |
| Tarcísio Filho          | Carlinhos                                                 |
| Oberdan Júnior          | Marcelo França Jr. (Marcelinho)                           |
| Izabella Bicalho        | Márcia (Marcinha)                                         |

### Participações especiais
| Ator             | Personagem              |
| ---------------- | ----------------------- |
| Bárbara Fazio    | Silvana Karany          |
| Milton Moraes    | Ângelo Salvat           |
| Germano Filho    | Padre Washington        |
| Chica Xavier     | Carmem                  |
| Fernando José    | Ronaldo Torres          |
| Carlos Wilson    | Mexicano                |
| Heloísa Helena   | Luzia (Li)              |
| Clementino Kelé  | José                    |
| Cidinha Milan    | Teresa                  |
| Chris Couto      | Secretária de Hortência |
| Francisco Dantas |                         |

### Elenco de apoio
| Ator               | Personagem                                    |
| ------------------ | --------------------------------------------- |
| Adelaide Conceição | mulher do caseiro José                        |
| Alberto Baruque    | motorista de táxi                             |
| Daniel Rezende     | Eduardinho / Dudu                             |
| Dirceu Rabello     | Sebastião                                     |
| Eduardo Machado    | Osmarzinho                                    |
| Eliana Araújo      | Brigite                                       |
| Geuffer Junior     | desenhista da fábrica de Karany               |
| Haroldo Macedo     |                                               |
| Haylton Farias     | Detetive Sales                                |
| Hemílcio Fróes     |                                               |
| Jessé Dantas       | frequentador da pensão de Maria Faz Favor     |
| Joana Rocha        | amiga de Maria Faz Favor, trocadora de ônibus |
| João Vieitas       | repórter                                      |
| Jorge Fernando     | marqueteiro                                   |
| Lafayette Galvão   | Delegado Teófilo                              |
| Lícia Magna        |                                               |
| Lucy Mafra         | Silvia                                        |
| Luís Orioni        | Dr. Henrique Sandoval                         |
| Manoel Elizário    | secretário de Rômulo                          |
| Moacyr Prina       | copeiro dos Karany                            |
| Noira Mello        |                                               |
| Otávio Carnaval    | freqüentador da pensão de Maria Faz Favor     |
| Pietro Maria Bardi | Ele mesmo                                     |
| Quintino Tibúrcio  | freqüentador da pensão de Maria Faz Favor     |
| Raimundo Emerson   | massagista na academia de Von Strauss         |
| Sérgio Dias        | massagista na academia de Von Strauss         |
| Sérgio Fonta       | Helinho                                       |
| Sumara Louise      | enfermeira de França                          |
| Waldir Amâncio     | repórter                                      |

## Produção
Teve cenas gravadas no agreste de Pernambuco e em Nova York. O primeiro capítulo mostrou a encenação da Paixão de Cristo de Nova Jerusalém, no agreste pernambucano, com mais de 40 atores e 1200 figurantes. A Paixão de Cristo, dirigida por José Pimentel todos os anos àquela época, foi remontada especialmente para as gravações. Foram criados 40 cenários em estúdio.
Inicialmente escalada para a novela, a atriz Maria Cláudia ficou de fora de Coração Alado: viveria Catucha (papel que ficou com Débora Duarte) ou Melissa (depois defendida por Joana Fomm). A atriz foi rearranjada para a próxima novela das sete: Plumas e Paetês, substituta de Chega Mais. Da mesma forma, Maitê Proença foi chamada para ser Alexandra (vivida por Myrian Rios), mas acabou estrelando a próxima novela das seis: As Três Marias, substituta, por sua vez, de Marina.

## Repercussão
Com esta novela, Janete Clair voltou a sofrer com a censura. Mas o que realmente chocou foi a cena do estupro de Vívian (Vera Fischer) cometido por Leandro (Ney Latorraca), no capítulo 40 da trama, exibido originalmente em 25 de setembro de 1980.
Outra controvérsia da novela foi a cena da masturbação de Catucha (Débora Duarte). Janete havia pedido ao diretor Roberto Talma uma cena forte de sexo. Os ângulos mostraram a expressão de êxtase da personagem, estirada sobre uma cadeira, e seus pés fazendo pequenos movimentos circulares. Depois da exibição do capítulo 171 em 24 de fevereiro de 1981, os arquivos que continham os roteiros desapareceram, e a fita do capítulo foi apagada. 40 anos depois, a novela Um Lugar ao Sol também exibiu uma cena de masturbação feminina, através da personagem Rebeca (Andréa Beltrão), recebendo elogios e também críticas do público. Por coincidência, Débora e Andréa vivem mãe e filha nesta trama.
A despeito das críticas de parte do público e da imprensa, sua exibição original obteve média geral de 57 pontos no IBOPE pelo método eletrônico, sendo considerada um sucesso por superar a meta estabelecida na época pela TV Globo para o horário (50 pontos). No entanto, a trama jamais foi reprisada posteriormente pela emissora por conta de tais controvérsias.

## Exibição
Em 2021, ao relembrar a carreira do ator Tarcísio Meira, o programa É de Casa e a jornalista Tati Machado revelaram que a novela não foi preservada no acervo da Globo por conta da reutilização das fitas e a falta de espaço no acervo da emissora.

### Outras mídias
Foi disponibilizada no Globoplay em 22 de janeiro de 2024, através do projeto Fragmentos, que resgata obras que possuem poucos capítulos preservados. Ao todo, foram resgatados seis capítulos: 1, 2, 92, 93, 184 e 185.

## Música

### Nacional
1. Momentos – Joanna (tema de Catucha)
2. Ponto de Interrogação – Luiz Gonzaga Jr. (tema de Leandro)
3. Moda de Sangue - Elis Regina (tema de Gabriel e Roberta)
4. Escravo da Alegria – Vinícius e Toquinho
5. Só Nos Resta Viver – Ângela Rô Rô (tema de Glorinha)[9]
6. Você e Eu, Eu e Você – Tim Maia
7. Lavadeiras – Denise Emmer (tema de Dalva)[9]
8. Ela e Eu – Maria Bethânia
9. Pássara – Francis Hime e Chico Buarque (tema de Silvana)
10. Meu Bem Querer – Djavan (tema de Vívian)
11. Quero Colo – Fábio Jr. (tema de Alexandra e Piero)
12. Sem Companhia – Clara Nunes (tema de Maria Faz-favor)
13. Viajante – Dominguinhos (tema de Juca Pitanga)
14. Noturno – Fagner (tema de abertura)

### Internacional
1. The Winner Takes It All – Abba (tema de Juca Pitanga e Vívian)
2. Survive – Jimmy Buffett (tema de Gabriel e Roberta)
3. I'm So Glad That I'm a Woman – Love Unlimited
4. All Out Of Love – Air Supply (tema de Catucha)
5. First Be a Woman – Leonore O’Malley
6. After You – Michael Johnson (tema de Melissa)
7. More Love – Kim Carnes (tema de Luciana)
8. Sailing – Christopher Cross (tema geral)[9]
9. I Love You Dancer – Voyage
10. Shine On – L.T.D. (tema de Alexandra e Piero)
11. Rescue Me – A Taste of Honey
12. Roller Shake – La Flavour
13. Mighty Spirit – The Commodores
14. You'll Never Know – Henry Mancini (tema de Karany e Cristal)